# Cusseta (Georgia)
Cusseta-Condado de Chattahoochee es una ciudad-condado consolidada ubicada en el estado estadounidense de Georgia. En el censo de 2010, tenía una población de 11.267 habitantes. Tiene una población estimada, a mediados de 2019, de 10.907 habitantes.

## Demografía
En el 2000 la renta per cápita promedia del hogar era de $25,625, y el ingreso promedio para una familia era de $26,736. El ingreso per cápita era de $14,115. Los hombres tenían un ingreso per cápita de $25,380 contra $19,205 para las mujeres.

## Geografía
Se encuentra ubicada en las coordenadas 32°18′20″N 84°46′37″O / 32.30556, -84.77694 (33.554626, -82.898428).
Según la Oficina del Censo, tiene un área total de 650.50 km², de la cual 644.23 km² es tierra y 6.28 km² es agua.